# Ulice (3. řada)
Třetí řada televizního seriálu Ulice navázala na druhou řadu tohoto seriálu. Byla premiérově vysílána na TV Nova od 3. září 2007 do 26. června 2008. Každý pracovní den v týdnu byly odvysílány dva díly. Celkem tak vzniklo 427 dílů, tedy ještě o 108 více než v druhé řadě.

## Seznam dílů
| Č. v seriálu | Č. v řadě | Název                                      | Režie               | Datum premiéry     | Vysílací den |
| ------------ | --------- | ------------------------------------------ | ------------------- | ------------------ | ------------ |
| 534          |           | Začíná škola 1                             | Marian Kleis        | 3. září 2007       | pondělí      |
| 535          |           | Začíná škola 2                             | Marian Kleis        | 3. září 2007       | pondělí      |
| 536          |           | Boháč zpět ve firmě 1                      | Marian Kleis        | 4. září 2007       | úterý        |
| 537          |           | Boháč zpět ve firmě 2                      | Marian Kleis        | 4. září 2007       | úterý        |
| 538          |           | Dilema profesorky Hejlové 1                | Marian Kleis        | 5. září 2007       | středa       |
| 539          |           | Dilema profesorky Hejlové 2                | Marian Kleis        | 5. září 2007       | středa       |
| 540          |           | Terezčina nesplněná očekávání 1            | Marian Kleis        | 6. září 2007       | čtvrtek      |
| 541          |           | Terezčina nesplněná očekávání 2            | Marian Kleis        | 6. září 2007       | čtvrtek      |
| 542          |           | Digi se stěhuje 1                          | Marian Kleis        | 7. září 2007       | pátek        |
| 543          |           | Digi se stěhuje 2                          | Marian Kleis        | 7. září 2007       | pátek        |
| 544          |           | Otevření fitka 1                           | Marian Kleis        | 10. září 2007      | pondělí      |
| 545          |           | Otevření fitka 2                           | Marian Kleis        | 10. září 2007      | pondělí      |
| 546          |           | Hrobníkovo „oko“ 1                         | Marian Kleis        | 11. září 2007      | úterý        |
| 547          |           | Hrobníkovo „oko“ 2                         | Marian Kleis        | 11. září 2007      | úterý        |
| 548          |           | Nová ředitelka 1                           | Marian Kleis        | 12. září 2007      | středa       |
| 549          |           | Nová ředitelka 2                           | Marian Kleis        | 12. září 2007      | středa       |
| 550          |           | Usmíření 1                                 | Marian Kleis        | 13. září 2007      | čtvrtek      |
| 551          |           | Usmíření 2                                 | Marian Kleis        | 13. září 2007      | čtvrtek      |
| 552          |           | Tesařík na stráži 1                        | Marian Kleis        | 14. září 2007      | pátek        |
| 553          |           | Tesařík na stráži 2                        | Marian Kleis        | 14. září 2007      | pátek        |
| 554          |           | Výlet k moři 1                             | Tomáš Tintěra       | 17. září 2007      | pondělí      |
| 555          |           | Výlet k moři 2                             | Tomáš Tintěra       | 17. září 2007      | pondělí      |
| 556          |           | Digiino pátrání po dědovi 1                | Tomáš Tintěra       | 18. září 2007      | úterý        |
| 557          |           | Digiino pátrání po dědovi 2                | Tomáš Tintěra       | 18. září 2007      | úterý        |
| 558          |           | Světlanino přiznání 1                      | Tomáš Tintěra       | 19. září 2007      | středa       |
| 559          |           | Světlanino přiznání 2                      | Tomáš Tintěra       | 19. září 2007      | středa       |
| 560          |           | Ředitelčin dotazník 1                      | Tomáš Tintěra       | 20. září 2007      | čtvrtek      |
| 561          |           | Ředitelčin dotazník 2                      | Tomáš Tintěra       | 20. září 2007      | čtvrtek      |
| 562          |           | Boháč ochránce 1                           | Tomáš Tintěra       | 21. září 2007      | pátek        |
| 563          |           | Boháč ochránce 2                           | Tomáš Tintěra       | 21. září 2007      | pátek        |
| 564          |           | Tamara má syna 1                           | Tomáš Tintěra       | 24. září 2007      | pondělí      |
| 565          |           | Tamara má syna 2                           | Tomáš Tintěra       | 24. září 2007      | pondělí      |
| 566          |           | Pravda pro všechny 1                       | Tomáš Tintěra       | 25. září 2007      | úterý        |
| 567          |           | Pravda pro všechny 2                       | Tomáš Tintěra       | 25. září 2007      | úterý        |
| 568          |           | Čas zkoušek 1                              | Tomáš Tintěra       | 26. září 2007      | středa       |
| 569          |           | Čas zkoušek 2                              | Tomáš Tintěra       | 26. září 2007      | středa       |
| 570          |           | Tomášův úraz 1                             | Tomáš Tintěra       | 27. září 2007      | čtvrtek      |
| 571          |           | Tomášův úraz 2                             | Tomáš Tintěra       | 27. září 2007      | čtvrtek      |
| 572          |           | Návrat Viktora 1                           | Tomáš Tintěra       | 28. září 2007      | pátek        |
| 573          |           | Návrat Viktora 2                           | Tomáš Tintěra       | 28. září 2007      | pátek        |
| 574          |           | Lázeňský švihák 1                          | Juraj Deák          | 1. října 2007      | pondělí      |
| 575          |           | Lázeňský švihák 2                          | Juraj Deák          | 1. října 2007      | pondělí      |
| 576          |           | Kukačkův dort pro přítele 1                | Juraj Deák          | 2. října 2007      | úterý        |
| 577          |           | Kukačkův dort pro přítele 2                | Juraj Deák          | 2. října 2007      | úterý        |
| 578          |           | Richard Zajíček 1                          | Juraj Deák          | 3. října 2007      | středa       |
| 579          |           | Richard Zajíček 2                          | Juraj Deák          | 3. října 2007      | středa       |
| 580          |           | Pumr jde do školy 1                        | Juraj Deák          | 4. října 2007      | čtvrtek      |
| 581          |           | Pumr jde do školy 2                        | Juraj Deák          | 4. října 2007      | čtvrtek      |
| 582          |           | Bety vdovou 1                              | Juraj Deák          | 5. října 2007      | pátek        |
| 583          |           | Bety vdovou 2                              | Juraj Deák          | 5. října 2007      | pátek        |
| 584          |           | Tomášův polibek 1                          | Juraj Deák          | 8. října 2007      | pondělí      |
| 585          |           | Tomášův polibek 2                          | Juraj Deák          | 8. října 2007      | pondělí      |
| 586          |           | Špatná ženská 1                            | Juraj Deák          | 9. října 2007      | úterý        |
| 587          |           | Špatná ženská 2                            | Juraj Deák          | 9. října 2007      | úterý        |
| 588          |           | Pomoc pro Bety 1                           | Juraj Deák          | 10. října 2007     | středa       |
| 589          |           | Pomoc pro Bety 2                           | Juraj Deák          | 10. října 2007     | středa       |
| 590          |           | Viktorovo vyznání 1                        | Juraj Deák          | 11. října 2007     | čtvrtek      |
| 591          |           | Viktorovo vyznání 2                        | Juraj Deák          | 11. října 2007     | čtvrtek      |
| 592          |           | Třídní samospráva 1                        | Juraj Deák          | 12. října 2007     | pátek        |
| 593          |           | Třídní samospráva 2                        | Juraj Deák          | 12. října 2007     | pátek        |
| 594          |           | Jakubovo trápení 1                         | Boro Radojčič       | 15. října 2007     | pondělí      |
| 595          |           | Jakubovo trápení 2                         | Boro Radojčič       | 15. října 2007     | pondělí      |
| 596          |           | Tři mušketýři 1                            | Boro Radojčič       | 16. října 2007     | úterý        |
| 597          |           | Tři mušketýři 2                            | Boro Radojčič       | 16. října 2007     | úterý        |
| 598          |           | Peškovo překvapení 1                       | Boro Radojčič       | 17. října 2007     | středa       |
| 599          |           | Peškovo překvapení 2                       | Boro Radojčič       | 17. října 2007     | středa       |
| 600          |           | Odlety a návraty 1                         | Boro Radojčič       | 18. října 2007     | čtvrtek      |
| 601          |           | Odlety a návraty 2                         | Boro Radojčič       | 18. října 2007     | čtvrtek      |
| 602          |           | Běhna 1                                    | Boro Radojčič       | 19. října 2007     | pátek        |
| 603          |           | Běhna 2                                    | Boro Radojčič       | 19. října 2007     | pátek        |
| 604          |           | Hejlův krok 1                              | Boro Radojčič       | 22. října 2007     | pondělí      |
| 605          |           | Hejlův krok 2                              | Boro Radojčič       | 22. října 2007     | pondělí      |
| 606          |           | Poslední boj 1                             | Boro Radojčič       | 23. října 2007     | úterý        |
| 607          |           | Poslední boj 2                             | Boro Radojčič       | 23. října 2007     | úterý        |
| 608          |           | Nový klub 1                                | Boro Radojčič       | 24. října 2007     | středa       |
| 609          |           | Nový klub 2                                | Boro Radojčič       | 24. října 2007     | středa       |
| 610          |           | Světlanin zákazník 1                       | Boro Radojčič       | 25. října 2007     | čtvrtek      |
| 611          |           | Světlanin zákazník 2                       | Boro Radojčič       | 25. října 2007     | čtvrtek      |
| 612          |           | Rozvedený Boháč 1                          | Boro Radojčič       | 26. října 2007     | pátek        |
| 613          |           | Rozvedený Boháč 2                          | Boro Radojčič       | 26. října 2007     | pátek        |
| 614          |           | Jakub a Lída 1                             | Stanislav Sládeček  | 29. října 2007     | pondělí      |
| 615          |           | Jakub a Lída 2                             | Stanislav Sládeček  | 29. října 2007     | pondělí      |
| 616          |           | Nový údržbář 1                             | Stanislav Sládeček  | 30. října 2007     | úterý        |
| 617          |           | Nový údržbář 2                             | Stanislav Sládeček  | 30. října 2007     | úterý        |
| 618          |           | Mastný sbírá body 1                        | Stanislav Sládeček  | 31. října 2007     | středa       |
| 619          |           | Mastný sbírá body 2                        | Stanislav Sládeček  | 31. října 2007     | středa       |
| 620          |           | Rodina je základ 1                         | Stanislav Sládeček  | 1. listopadu 2007  | čtvrtek      |
| 621          |           | Rodina je základ 2                         | Stanislav Sládeček  | 1. listopadu 2007  | čtvrtek      |
| 622          |           | Švihákův návrat 1                          | Stanislav Sládeček  | 2. listopadu 2007  | pátek        |
| 623          |           | Švihákův návrat 2                          | Stanislav Sládeček  | 2. listopadu 2007  | pátek        |
| 624          |           | Rozhodnutí pro Viktora 1                   | Stanislav Sládeček  | 5. listopadu 2007  | pondělí      |
| 625          |           | Rozhodnutí pro Viktora 2                   | Stanislav Sládeček  | 5. listopadu 2007  | pondělí      |
| 626          |           | Eva v ulici 1                              | Stanislav Sládeček  | 6. listopadu 2007  | úterý        |
| 627          |           | Eva v ulici 2                              | Stanislav Sládeček  | 6. listopadu 2007  | úterý        |
| 628          |           | Otcové 1                                   | Stanislav Sládeček  | 7. listopadu 2007  | středa       |
| 629          |           | Otcové 2                                   | Stanislav Sládeček  | 7. listopadu 2007  | středa       |
| 630          |           | Záskok 1                                   | Stanislav Sládeček  | 8. listopadu 2007  | čtvrtek      |
| 631          |           | Záskok 2                                   | Stanislav Sládeček  | 8. listopadu 2007  | čtvrtek      |
| 632          |           | Hejl kontra Boháč 1                        | Stanislav Sládeček  | 9. listopadu 2007  | pátek        |
| 633          |           | Hejl kontra Boháč 2                        | Stanislav Sládeček  | 9. listopadu 2007  | pátek        |
| 634          |           | Dopis pro Jakuba 1                         | Kryštof Hanzlík     | 12. listopadu 2007 | pondělí      |
| 635          |           | Dopis pro Jakuba 2                         | Kryštof Hanzlík     | 12. listopadu 2007 | pondělí      |
| 636          |           | Návštěva Zuzany 1                          | Kryštof Hanzlík     | 13. listopadu 2007 | úterý        |
| 637          |           | Návštěva Zuzany 2                          | Kryštof Hanzlík     | 13. listopadu 2007 | úterý        |
| 638          |           | Likvidace Zdendy 1                         | Kryštof Hanzlík     | 14. listopadu 2007 | středa       |
| 639          |           | Likvidace Zdendy 2                         | Kryštof Hanzlík     | 14. listopadu 2007 | středa       |
| 640          |           | Pokušení 1                                 | Kryštof Hanzlík     | 15. listopadu 2007 | čtvrtek      |
| 641          |           | Pokušení 2                                 | Kryštof Hanzlík     | 15. listopadu 2007 | čtvrtek      |
| 642          |           | Moničino sblížení s Viktorem 1             | Kryštof Hanzlík     | 16. listopadu 2007 | pátek        |
| 643          |           | Moničino sblížení s Viktorem 2             | Kryštof Hanzlík     | 16. listopadu 2007 | pátek        |
| 644          |           | Hynek v podezření 1                        | Kryštof Hanzlík     | 19. listopadu 2007 | pondělí      |
| 645          |           | Hynek v podezření 2                        | Kryštof Hanzlík     | 19. listopadu 2007 | pondělí      |
| 646          |           | Světlanina nová identita 1                 | Kryštof Hanzlík     | 20. listopadu 2007 | úterý        |
| 647          |           | Světlanina nová identita 2                 | Kryštof Hanzlík     | 20. listopadu 2007 | úterý        |
| 648          |           | Pravda pro Anežku 1                        | Kryštof Hanzlík     | 21. listopadu 2007 | středa       |
| 649          |           | Pravda pro Anežku 2                        | Kryštof Hanzlík     | 21. listopadu 2007 | středa       |
| 650          |           | Kurz tance 1                               | Kryštof Hanzlík     | 22. listopadu 2007 | čtvrtek      |
| 651          |           | Kurz tance 2                               | Kryštof Hanzlík     | 22. listopadu 2007 | čtvrtek      |
| 652          |           | Digiin rozchod s Markem 1                  | Kryštof Hanzlík     | 23. listopadu 2007 | pátek        |
| 653          |           | Digiin rozchod s Markem 2                  | Kryštof Hanzlík     | 23. listopadu 2007 | pátek        |
| 654          |           | Problém kvůli Lan 1                        | Tomáš Tintěra       | 26. listopadu 2007 | pondělí      |
| 655          |           | Problém kvůli Lan 2                        | Tomáš Tintěra       | 26. listopadu 2007 | pondělí      |
| 656          |           | Konflikt u Farských 1                      | Tomáš Tintěra       | 27. listopadu 2007 | úterý        |
| 657          |           | Konflikt u Farských 2                      | Tomáš Tintěra       | 27. listopadu 2007 | úterý        |
| 658          |           | Stela 1                                    | Tomáš Tintěra       | 28. listopadu 2007 | středa       |
| 659          |           | Stela 2                                    | Tomáš Tintěra       | 28. listopadu 2007 | středa       |
| 660          |           | Sesazení Hejlové 1                         | Tomáš Tintěra       | 29. listopadu 2007 | čtvrtek      |
| 661          |           | Sesazení Hejlové 2                         | Tomáš Tintěra       | 29. listopadu 2007 | čtvrtek      |
| 662          |           | Jakub chce pravdu 1                        | Tomáš Tintěra       | 30. listopadu 2007 | pátek        |
| 663          |           | Jakub chce pravdu 2                        | Tomáš Tintěra       | 30. listopadu 2007 | pátek        |
| 664          |           | Rodina 1                                   | Tomáš Tintěra       | 3. prosince 2007   | pondělí      |
| 665          |           | Rodina 2                                   | Tomáš Tintěra       | 3. prosince 2007   | pondělí      |
| 666          |           | Nepříjemná pravda 1                        | Tomáš Tintěra       | 4. prosince 2007   | úterý        |
| 667          |           | Nepříjemná pravda 2                        | Tomáš Tintěra       | 4. prosince 2007   | úterý        |
| 668          |           | Mikuláš 1                                  | Tomáš Tintěra       | 5. prosince 2007   | středa       |
| 669          |           | Mikuláš 2                                  | Tomáš Tintěra       | 5. prosince 2007   | středa       |
| 670          |           | Moničiny bouřlivé dny 1                    | Tomáš Tintěra       | 6. prosince 2007   | čtvrtek      |
| 671          |           | Moničiny bouřlivé dny 2                    | Tomáš Tintěra       | 6. prosince 2007   | čtvrtek      |
| 672          |           | Stěhování k Viktorovi 1                    | Tomáš Tintěra       | 7. prosince 2007   | pátek        |
| 673          |           | Stěhování k Viktorovi 2                    | Tomáš Tintěra       | 7. prosince 2007   | pátek        |
| 674          |           | Zuzana odvádí Františka 1                  | Tomáš Tintěra       | 10. prosince 2007  | pondělí      |
| 675          |           | Zuzana odvádí Františka 2                  | Tomáš Tintěra       | 10. prosince 2007  | pondělí      |
| 676          |           | Otevření klubu 1                           | Magdalena Pivoňková | 11. prosince 2007  | úterý        |
| 677          |           | Otevření klubu 2                           | Magdalena Pivoňková | 11. prosince 2007  | úterý        |
| 678          |           | Otec je Olda 1                             | Magdalena Pivoňková | 12. prosince 2007  | středa       |
| 679          |           | Otec je Olda 2                             | Magdalena Pivoňková | 12. prosince 2007  | středa       |
| 680          |           | Noc svaté Lucie 1                          | Magdalena Pivoňková | 13. prosince 2007  | čtvrtek      |
| 681          |           | Noc svaté Lucie 2                          | Magdalena Pivoňková | 13. prosince 2007  | čtvrtek      |
| 682          |           | Krádež ve škole 1                          | Magdalena Pivoňková | 14. prosince 2007  | pátek        |
| 683          |           | Krádež ve škole 2                          | Magdalena Pivoňková | 14. prosince 2007  | pátek        |
| 684          |           | Oldovo dilema 1                            | Magdalena Pivoňková | 17. prosince 2007  | pondělí      |
| 685          |           | Oldovo dilema 2                            | Magdalena Pivoňková | 17. prosince 2007  | pondělí      |
| 686          |           | Boháčův odchod 1                           | Magdalena Pivoňková | 18. prosince 2007  | úterý        |
| 687          |           | Boháčův odchod 2                           | Magdalena Pivoňková | 11. prosince 2007  | úterý        |
| 688          |           | Hejl Lenčiným zachráncem 1                 | Magdalena Pivoňková | 19. prosince 2007  | středa       |
| 689          |           | Hejl Lenčiným zachráncem 2                 | Magdalena Pivoňková | 19. prosince 2007  | středa       |
| 690          |           | Moničina angína 1                          | Magdalena Pivoňková | 20. prosince 2007  | čtvrtek      |
| 691          |           | Moničina angína 2                          | Magdalena Pivoňková | 20. prosince 2007  | čtvrtek      |
| 692          |           | Usmíření Digi a Marka 1                    | Magdalena Pivoňková | 21. prosince 2007  | pátek        |
| 693          |           | Usmíření Digi a Marka 2                    | Magdalena Pivoňková | 21. prosince 2007  | pátek        |
| 694          |           | Čekání na Ježíška 1                        | Růžička Milan       | 24. prosince 2007  | pondělí      |
| 695          |           | Čekání na Ježíška 2                        | Růžička Milan       | 24. prosince 2007  | pondělí      |
| 696          |           | Boží hod 1                                 | Růžička Milan       | 25. prosince 2007  | úterý        |
| 697          |           | Boží hod 2                                 | Růžička Milan       | 25. prosince 2007  | úterý        |
| 698          |           | Štěpánská koleda 1                         | Růžička Milan       | 26. prosince 2007  | středa       |
| 699          |           | Štěpánská koleda 2                         | Růžička Milan       | 26. prosince 2007  | středa       |
| 700          |           | Stárkovy námluvy 1                         | Růžička Milan       | 27. prosince 2007  | čtvrtek      |
| 701          |           | Stárkovy námluvy 2                         | Růžička Milan       | 27. prosince 2007  | čtvrtek      |
| 702          |           | Úraz Hejlové 1                             | Růžička Milan       | 28. prosince 2007  | pátek        |
| 703          |           | Úraz Hejlové 2                             | Růžička Milan       | 28. prosince 2007  | pátek        |
| 704          |           | Silvestr                                   | Orozovič Petr       | 31. prosince 2007  | pondělí      |
| 705          |           | Nový rok 1                                 | Růžička Milan       | 1. ledna 2008      | úterý        |
| 706          |           | Nový rok 2                                 | Růžička Milan       | 1. ledna 2008      | úterý        |
| 707          |           | Zuzanino přiznání 1                        | Růžička Milan       | 2. ledna 2008      | středa       |
| 708          |           | Zuzanino přiznání 2                        | Růžička Milan       | 2. ledna 2008      | středa       |
| 709          |           | Simoniny trable 1                          | Růžička Milan       | 3. ledna 2008      | čtvrtek      |
| 710          |           | Simoniny trable 2                          | Růžička Milan       | 3. ledna 2008      | čtvrtek      |
| 711          |           | Účtování 1                                 | Růžička Milan       | 4. ledna 2008      | pátek        |
| 712          |           | Účtování 2                                 | Růžička Milan       | 4. ledna 2008      | pátek        |
| 713          |           | Vyřešení třídní krádeže 1                  | Boro Radojčič       | 7. ledna 2008      | pondělí      |
| 714          |           | Vyřešení třídní krádeže 2                  | Boro Radojčič       | 7. ledna 2008      | pondělí      |
| 715          |           | Jitka se dozvídá pravdu o Jakubovi 1       | Boro Radojčič       | 8. ledna 2008      | úterý        |
| 716          |           | Jitka se dozvídá pravdu o Jakubovi 2       | Boro Radojčič       | 8. ledna 2008      | úterý        |
| 717          |           | Tomášovo přiznání 1                        | Boro Radojčič       | 9. ledna 2008      | středa       |
| 718          |           | Tomášovo přiznání 2                        | Boro Radojčič       | 9. ledna 2008      | středa       |
| 719          |           | Jakub u Farských 1                         | Boro Radojčič       | 10. ledna 2008     | čtvrtek      |
| 720          |           | Jakub u Farských 2                         | Boro Radojčič       | 10. ledna 2008     | čtvrtek      |
| 721          |           | Hejl manažerem 1                           | Boro Radojčič       | 11. ledna 2008     | pátek        |
| 722          |           | Hejl manažerem 2                           | Boro Radojčič       | 11. ledna 2008     | pátek        |
| 723          |           | Škola nebo láska? 1                        | Boro Radojčič       | 14. ledna 2008     | pondělí      |
| 724          |           | Škola nebo láska? 2                        | Boro Radojčič       | 14. ledna 2008     | pondělí      |
| 725          |           | Hejlová jde soutěžit 1                     | Boro Radojčič       | 15. ledna 2008     | úterý        |
| 726          |           | Hejlová jde soutěžit 2                     | Boro Radojčič       | 15. ledna 2008     | úterý        |
| 727          |           | Monika odlétá 1                            | Boro Radojčič       | 16. ledna 2008     | středa       |
| 728          |           | Monika odlétá 2                            | Boro Radojčič       | 16. ledna 2008     | středa       |
| 729          |           | René 1                                     | Boro Radojčič       | 17. ledna 2008     | čtvrtek      |
| 730          |           | René 2                                     | Boro Radojčič       | 17. ledna 2008     | čtvrtek      |
| 731          |           | Jsme si kvit 1                             | Boro Radojčič       | 18. ledna 2008     | pátek        |
| 732          |           | Jsme si kvit 2                             | Boro Radojčič       | 18. ledna 2008     | pátek        |
| 733          |           | První konflikt 1                           | Stanislav Sládeček  | 21. ledna 2008     | pondělí      |
| 734          |           | První konflikt 2                           | Stanislav Sládeček  | 21. ledna 2008     | pondělí      |
| 735          |           | Ztráta řetízku 1                           | Stanislav Sládeček  | 22. ledna 2008     | úterý        |
| 736          |           | Ztráta řetízku 2                           | Stanislav Sládeček  | 22. ledna 2008     | úterý        |
| 737          |           | Vydírání 1                                 | Stanislav Sládeček  | 23. ledna 2008     | středa       |
| 738          |           | Vydírání 2                                 | Stanislav Sládeček  | 23. ledna 2008     | středa       |
| 739          |           | Obhajoba 1                                 | Stanislav Sládeček  | 24. ledna 2008     | čtvrtek      |
| 740          |           | Obhajoba 2                                 | Stanislav Sládeček  | 24. ledna 2008     | čtvrtek      |
| 741          |           | Bára bojuje 1                              | Stanislav Sládeček  | 25. ledna 2008     | pátek        |
| 742          |           | Bára bojuje 2                              | Stanislav Sládeček  | 25. ledna 2008     | pátek        |
| 743          |           | Jitka vrací úder 1                         | Stanislav Sládeček  | 28. ledna 2008     | pondělí      |
| 744          |           | Jitka vrací úder 2                         | Stanislav Sládeček  | 28. ledna 2008     | pondělí      |
| 745          |           | Jardovy narozeniny 1                       | Stanislav Sládeček  | 29. ledna 2008     | úterý        |
| 746          |           | Jardovy narozeniny 2                       | Stanislav Sládeček  | 29. ledna 2008     | úterý        |
| 747          |           | Anča prosazuje svou 1                      | Stanislav Sládeček  | 30. ledna 2008     | středa       |
| 748          |           | Anča prosazuje svou 2                      | Stanislav Sládeček  | 30. ledna 2008     | středa       |
| 749          |           | Simonin omyl 1                             | Stanislav Sládeček  | 31. ledna 2008     | čtvrtek      |
| 750          |           | Simonin omyl 2                             | Stanislav Sládeček  | 31. ledna 2008     | čtvrtek      |
| 751          |           | Vysvědčení a konkurz na zpěvačku 1         | Stanislav Sládeček  | 1. února 2008      | pátek        |
| 752          |           | Vysvědčení a konkurz na zpěvačku 2         | Stanislav Sládeček  | 1. února 2008      | pátek        |
| 753          |           | Žárlivost 1                                | Kryštof Hanzlík     | 4. února 2008      | pondělí      |
| 754          |           | Žárlivost 2                                | Kryštof Hanzlík     | 4. února 2008      | pondělí      |
| 755          |           | Tomášův odchod 1                           | Kryštof Hanzlík     | 5. února 2008      | úterý        |
| 756          |           | Tomášův odchod 2                           | Kryštof Hanzlík     | 5. února 2008      | úterý        |
| 757          |           | Světlanino odhalení 1                      | Kryštof Hanzlík     | 6. února 2008      | středa       |
| 758          |           | Světlanino odhalení 2                      | Kryštof Hanzlík     | 6. února 2008      | středa       |
| 759          |           | Setkání Jitky s Tamarou 1                  | Kryštof Hanzlík     | 7. února 2008      | čtvrtek      |
| 760          |           | Setkání Jitky s Tamarou 2                  | Kryštof Hanzlík     | 7. února 2008      | čtvrtek      |
| 761          |           | Tereza pátrá 1                             | Kryštof Hanzlík     | 8. února 2008      | pátek        |
| 762          |           | Tereza pátrá 2                             | Kryštof Hanzlík     | 8. února 2008      | pátek        |
| 763          |           | Bedřichovo dilema 1                        | Kryštof Hanzlík     | 11. února 2008     | pondělí      |
| 764          |           | Bedřichovo dilema 2                        | Kryštof Hanzlík     | 11. února 2008     | pondělí      |
| 765          |           | Pochyby 1                                  | Kryštof Hanzlík     | 12. února 2008     | úterý        |
| 766          |           | Pochyby 2                                  | Kryštof Hanzlík     | 12. února 2008     | úterý        |
| 767          |           | Želví oběť 1                               | Kryštof Hanzlík     | 13. února 2008     | středa       |
| 768          |           | Želví oběť 2                               | Kryštof Hanzlík     | 13. února 2008     | středa       |
| 769          |           | Kamil zachraňuje kapelu 1                  | Kryštof Hanzlík     | 14. února 2008     | čtvrtek      |
| 770          |           | Kamil zachraňuje kapelu 2                  | Kryštof Hanzlík     | 14. února 2008     | čtvrtek      |
| 771          |           | Valentýnka 1                               | Kryštof Hanzlík     | 15. února 2008     | pátek        |
| 772          |           | Valentýnka 2                               | Kryštof Hanzlík     | 15. února 2008     | pátek        |
| 773          |           | Zmizení Krále 1                            | Tomáš Tintěra       | 18. února 2008     | pondělí      |
| 774          |           | Zmizení Krále 2                            | Tomáš Tintěra       | 18. února 2008     | pondělí      |
| 775          |           | Peníze kalí vztahy 1                       | Tomáš Tintěra       | 19. února 2008     | úterý        |
| 776          |           | Peníze kalí vztahy 2                       | Tomáš Tintěra       | 19. února 2008     | úterý        |
| 777          |           | Oldovo otcovství 1                         | Tomáš Tintěra       | 20. února 2008     | středa       |
| 778          |           | Oldovo otcovství 2                         | Tomáš Tintěra       | 20. února 2008     | středa       |
| 779          |           | Majdin těhotenský test 1                   | Tomáš Tintěra       | 21. února 2008     | čtvrtek      |
| 780          |           | Majdin těhotenský test 2                   | Tomáš Tintěra       | 21. února 2008     | čtvrtek      |
| 781          |           | Jak to říct tchyni? 1                      | Tomáš Tintěra       | 22. února 2008     | pátek        |
| 782          |           | Jak to říct tchyni? 2                      | Tomáš Tintěra       | 22. února 2008     | pátek        |
| 783          |           | Mafie 1                                    | Tomáš Tintěra       | 25. února 2008     | pondělí      |
| 784          |           | Mafie 2                                    | Tomáš Tintěra       | 25. února 2008     | pondělí      |
| 785          |           | Setkání s Davidem 1                        | Tomáš Tintěra       | 26. února 2008     | úterý        |
| 786          |           | Setkání s Davidem 2                        | Tomáš Tintěra       | 26. února 2008     | úterý        |
| 787          |           | Semifinále Zlaté sovy 1                    | Tomáš Tintěra       | 27. února 2008     | středa       |
| 788          |           | Semifinále Zlaté sovy 2                    | Tomáš Tintěra       | 27. února 2008     | středa       |
| 789          |           | Komplikace s Jakubem 1                     | Tomáš Tintěra       | 28. února 2008     | čtvrtek      |
| 790          |           | Komplikace s Jakubem 2                     | Tomáš Tintěra       | 28. února 2008     | čtvrtek      |
| 791          |           | Majdina sebevražda 1                       | Tomáš Tintěra       | 29. února 2008     | pátek        |
| 792          |           | Majdina sebevražda 2                       | Tomáš Tintěra       | 29. února 2008     | pátek        |
| 793          |           | Světlanino příbuzenstvo z východu 1        | Juraj Deák          | 3. března 2008     | pondělí      |
| 794          |           | Světlanino příbuzenstvo z východu 2        | Juraj Deák          | 3. března 2008     | pondělí      |
| 795          |           | Anonym pro Hádkovou 1                      | Juraj Deák          | 4. března 2008     | úterý        |
| 796          |           | Anonym pro Hádkovou 2                      | Juraj Deák          | 4. března 2008     | úterý        |
| 797          |           | Františkova návštěva mámy 1                | Juraj Deák          | 5. března 2008     | středa       |
| 798          |           | Františkova návštěva mámy 2                | Juraj Deák          | 5. března 2008     | středa       |
| 799          |           | Pepan jde do práce 1                       | Juraj Deák          | 6. března 2008     | čtvrtek      |
| 800          |           | Pepan jde do práce 2                       | Juraj Deák          | 6. března 2008     | čtvrtek      |
| 801          |           | Jardovo rozhodnutí 1                       | Juraj Deák          | 7. března 2008     | pátek        |
| 802          |           | Jardovo rozhodnutí 2                       | Juraj Deák          | 7. března 2008     | pátek        |
| 803          |           | Vzájemná pomoc 1                           | Juraj Deák          | 10. března 2008    | pondělí      |
| 804          |           | Vzájemná pomoc 2                           | Juraj Deák          | 10. března 2008    | pondělí      |
| 805          |           | Kamil tají kapelu 1                        | Juraj Deák          | 11. března 2008    | úterý        |
| 806          |           | Kamil tají kapelu 2                        | Juraj Deák          | 11. března 2008    | úterý        |
| 807          |           | Boháčova bouračka 1                        | Juraj Deák          | 12. března 2008    | středa       |
| 808          |           | Boháčova bouračka 2                        | Juraj Deák          | 12. března 2008    | středa       |
| 809          |           | Terezina revolta 1                         | Juraj Deák          | 13. března 2008    | čtvrtek      |
| 810          |           | Terezina revolta 2                         | Juraj Deák          | 13. března 2008    | čtvrtek      |
| 811          |           | Nešťastná návštěva Majdy 1                 | Juraj Deák          | 14. března 2008    | pátek        |
| 812          |           | Nešťastná návštěva Majdy 2                 | Juraj Deák          | 14. března 2008    | pátek        |
| 813          |           | Lumír pod tlakem 1                         | Magdalena Pivoňková | 17. března 2008    | pondělí      |
| 814          |           | Lumír pod tlakem 2                         | Magdalena Pivoňková | 17. března 2008    | pondělí      |
| 815          |           | Švihák jde do boje 1                       | Magdalena Pivoňková | 18. března 2008    | úterý        |
| 816          |           | Švihák jde do boje 2                       | Magdalena Pivoňková | 18. března 2008    | úterý        |
| 817          |           | Přihláška Jordánových do Výměny manželek 1 | Magdalena Pivoňková | 19. března 2008    | středa       |
| 818          |           | Přihláška Jordánových do Výměny manželek 2 | Magdalena Pivoňková | 19. března 2008    | středa       |
| 819          |           | Jitka uskutečňuje rozhodnutí 1             | Magdalena Pivoňková | 20. března 2008    | čtvrtek      |
| 820          |           | Jitka uskutečňuje rozhodnutí 2             | Magdalena Pivoňková | 20. března 2008    | čtvrtek      |
| 821          |           | Jardovo sblížení s Lenkou 1                | Magdalena Pivoňková | 21. března 2008    | pátek        |
| 822          |           | Jardovo sblížení s Lenkou 2                | Magdalena Pivoňková | 21. března 2008    | pátek        |
| 823          |           | Velikonoční šipkařský turnaj 1             | Magdalena Pivoňková | 24. března 2008    | pondělí      |
| 824          |           | Velikonoční šipkařský turnaj 2             | Magdalena Pivoňková | 24. března 2008    | pondělí      |
| 825          |           | Švihák žádá Nyklovou o ruku 1              | Magdalena Pivoňková | 25. března 2008    | úterý        |
| 826          |           | Švihák žádá Nyklovou o ruku 2              | Magdalena Pivoňková | 25. března 2008    | úterý        |
| 827          |           | Kamilova promarněná šance 1                | Magdalena Pivoňková | 26. března 2008    | středa       |
| 828          |           | Kamilova promarněná šance 2                | Magdalena Pivoňková | 26. března 2008    | středa       |
| 829          |           | Vzpoura Hejlové 1                          | Magdalena Pivoňková | 27. března 2008    | čtvrtek      |
| 830          |           | Vzpoura Hejlové 2                          | Magdalena Pivoňková | 27. března 2008    | čtvrtek      |
| 831          |           | Elenina pravidla 1                         | Magdalena Pivoňková | 28. března 2008    | pátek        |
| 832          |           | Elenina pravidla 2                         | Magdalena Pivoňková | 28. března 2008    | pátek        |
| 833          |           | Hrihorij jde ke dnu 1                      | Boro Radojčič       | 31. března 2008    | pondělí      |
| 834          |           | Hrihorij jde ke dnu 2                      | Boro Radojčič       | 31. března 2008    | pondělí      |
| 835          |           | Smolařka Bety 1                            | Boro Radojčič       | 1. dubna 2008      | úterý        |
| 836          |           | Smolařka Bety 2                            | Boro Radojčič       | 1. dubna 2008      | úterý        |
| 837          |           | Franta se dozvídá o nemoci mámy 1          | Boro Radojčič       | 2. dubna 2008      | středa       |
| 838          |           | Franta se dozvídá o nemoci mámy 2          | Boro Radojčič       | 2. dubna 2008      | středa       |
| 839          |           | Štáb Výměny manželek vybírá 1              | Boro Radojčič       | 3. dubna 2008      | čtvrtek      |
| 840          |           | Štáb Výměny manželek vybírá 2              | Boro Radojčič       | 3. dubna 2008      | čtvrtek      |
| 841          |           | Jarda a Lenka: láska 1                     | Boro Radojčič       | 4. dubna 2008      | pátek        |
| 842          |           | Jarda a Lenka: láska 2                     | Boro Radojčič       | 4. dubna 2008      | pátek        |
| 843          |           | Test pro Krále 1                           | Boro Radojčič       | 7. dubna 2008      | pondělí      |
| 844          |           | Test pro Krále 2                           | Boro Radojčič       | 7. dubna 2008      | pondělí      |
| 845          |           | Jakub Farský 1                             | Boro Radojčič       | 8. dubna 2008      | úterý        |
| 846          |           | Jakub Farský 2                             | Boro Radojčič       | 8. dubna 2008      | úterý        |
| 847          |           | Majdin návrat 1                            | Boro Radojčič       | 9. dubna 2008      | středa       |
| 848          |           | Majdin návrat 2                            | Boro Radojčič       | 9. dubna 2008      | středa       |
| 849          |           | Loučení s Lan 1                            | Boro Radojčič       | 10. dubna 2008     | čtvrtek      |
| 850          |           | Loučení s Lan 2                            | Boro Radojčič       | 10. dubna 2008     | čtvrtek      |
| 851          |           | Útěk Franty a Mirka 1                      | Boro Radojčič       | 11. dubna 2008     | pátek        |
| 852          |           | Útěk Franty a Mirka 2                      | Boro Radojčič       | 11. dubna 2008     | pátek        |
| 853          |           | Poslední kapka 1                           | Boro Radojčič       | 14. dubna 2008     | pondělí      |
| 854          |           | Poslední kapka 2                           | Otakar Kosek        | 14. dubna 2008     | pondělí      |
| 855          |           | Honzův los 1                               | Otakar Kosek        | 15. dubna 2008     | úterý        |
| 856          |           | Honzův los 2                               | Otakar Kosek        | 15. dubna 2008     | úterý        |
| 857          |           | Konec zkoušek 1                            | Otakar Kosek        | 16. dubna 2008     | středa       |
| 858          |           | Konec zkoušek 2                            | Otakar Kosek        | 16. dubna 2008     | středa       |
| 859          |           | Výměna začíná 1                            | Otakar Kosek        | 17. dubna 2008     | čtvrtek      |
| 860          |           | Výměna začíná 2                            | Otakar Kosek        | 17. dubna 2008     | čtvrtek      |
| 861          |           | Starý Nykl znovu ve hře 1                  | Otakar Kosek        | 18. dubna 2008     | pátek        |
| 862          |           | Starý Nykl znovu ve hře 2                  | Otakar Kosek        | 18. dubna 2008     | pátek        |
| 863          |           | Frantův strach 1                           | Otakar Kosek        | 21. dubna 2008     | pondělí      |
| 864          |           | Frantův strach 2                           | Otakar Kosek        | 21. dubna 2008     | pondělí      |
| 865          |           | Moničin návrat 1                           | Otakar Kosek        | 22. dubna 2008     | úterý        |
| 866          |           | Moničin návrat 2                           | Otakar Kosek        | 22. dubna 2008     | úterý        |
| 867          |           | Královo poslední vítězství 1               | Otakar Kosek        | 23. dubna 2008     | středa       |
| 868          |           | Královo poslední vítězství 2               | Otakar Kosek        | 23. dubna 2008     | středa       |
| 869          |           | Osm očí 1                                  | Otakar Kosek        | 24. dubna 2008     | čtvrtek      |
| 870          |           | Osm očí 2                                  | Otakar Kosek        | 24. dubna 2008     | čtvrtek      |
| 871          |           | Svatba Simony a Pepana 1                   | Otakar Kosek        | 25. dubna 2008     | pátek        |
| 872          |           | Svatba Simony a Pepana 2                   | Otakar Kosek        | 25. dubna 2008     | pátek        |
| 873          |           | Pepanův striptýz 1                         | Marian Kleis        | 28. dubna 2008     | pondělí      |
| 874          |           | Pepanův striptýz 2                         | Marian Kleis        | 28. dubna 2008     | pondělí      |
| 875          |           | Štěpánův klip 1                            | Marian Kleis        | 29. dubna 2008     | úterý        |
| 876          |           | Štěpánův klip 2                            | Marian Kleis        | 29. dubna 2008     | úterý        |
| 877          |           | Souboj o důchod 1                          | Marian Kleis        | 30. dubna 2008     | středa       |
| 878          |           | Souboj o důchod 2                          | Marian Kleis        | 30. dubna 2008     | středa       |
| 879          |           | Bára uklízí 1                              | Marian Kleis        | 1. května 2008     | čtvrtek      |
| 880          |           | Bára uklízí 2                              | Marian Kleis        | 1. května 2008     | čtvrtek      |
| 881          |           | Monika kontra Jakub 1                      | Marian Kleis        | 2. května 2008     | pátek        |
| 882          |           | Monika kontra Jakub 2                      | Marian Kleis        | 2. května 2008     | pátek        |
| 883          |           | Majdino obvinění 1                         | Marian Kleis        | 5. května 2008     | pondělí      |
| 884          |           | Majdino obvinění 2                         | Marian Kleis        | 5. května 2008     | pondělí      |
| 885          |           | Králův boj 1                               | Marian Kleis        | 6. května 2008     | úterý        |
| 886          |           | Králův boj 2                               | Marian Kleis        | 6. května 2008     | úterý        |
| 887          |           | Boháč se vzdává Anežky 1                   | Marian Kleis        | 7. května 2008     | středa       |
| 888          |           | Boháč se vzdává Anežky 2                   | Marian Kleis        | 7. května 2008     | středa       |
| 889          |           | Pepan shání byt 1                          | Marian Kleis        | 8. května 2008     | čtvrtek      |
| 890          |           | Pepan shání byt 2                          | Marian Kleis        | 8. května 2008     | čtvrtek      |
| 891          |           | Hrihorijova závislost 1                    | Marian Kleis        | 9. května 2008     | pátek        |
| 892          |           | Hrihorijova závislost 2                    | Marian Kleis        | 9. května 2008     | pátek        |
| 893          |           | Králova léčba 1                            | Patrik Hartl        | 12. května 2008    | pondělí      |
| 894          |           | Králova léčba 2                            | Patrik Hartl        | 12. května 2008    | pondělí      |
| 895          |           | Účtování s Majdou 1                        | Patrik Hartl        | 13. května 2008    | úterý        |
| 896          |           | Účtování s Majdou 2                        | Patrik Hartl        | 13. května 2008    | úterý        |
| 897          |           | Simona kolauduje byt 1                     | Patrik Hartl        | 14. května 2008    | středa       |
| 898          |           | Simona kolauduje byt 2                     | Patrik Hartl        | 14. května 2008    | středa       |
| 899          |           | Autonehoda Terezy 1                        | Patrik Hartl        | 15. května 2008    | čtvrtek      |
| 900          |           | Autonehoda Terezy 2                        | Patrik Hartl        | 15. května 2008    | čtvrtek      |
| 901          |           | Šikana 1                                   | Patrik Hartl        | 16. května 2008    | pátek        |
| 902          |           | Šikana 2                                   | Patrik Hartl        | 16. května 2008    | pátek        |
| 903          |           | Kamilovo vyšetřování 1                     | Patrik Hartl        | 19. května 2008    | pondělí      |
| 904          |           | Kamilovo vyšetřování 2                     | Patrik Hartl        | 19. května 2008    | pondělí      |
| 905          |           | Následky nehody 1                          | Patrik Hartl        | 20. května 2008    | úterý        |
| 906          |           | Následky nehody 2                          | Patrik Hartl        | 20. května 2008    | úterý        |
| 907          |           | Svedená Jitka 1                            | Patrik Hartl        | 21. května 2008    | středa       |
| 908          |           | Svedená Jitka 2                            | Patrik Hartl        | 21. května 2008    | středa       |
| 909          |           | Vzpoura ve škole 1                         | Patrik Hartl        | 22. května 2008    | čtvrtek      |
| 910          |           | Vzpoura ve škole 2                         | Patrik Hartl        | 22. května 2008    | čtvrtek      |
| 911          |           | Sňatky z rozumu 1                          | Patrik Hartl        | 23. května 2008    | pátek        |
| 912          |           | Sňatky z rozumu 2                          | Patrik Hartl        | 23. května 2008    | pátek        |
| 913          |           | Boháč opouští byt 1                        | Tomáš Tintěra       | 26. května 2008    | pondělí      |
| 914          |           | Boháč opouští byt 2                        | Tomáš Tintěra       | 26. května 2008    | pondělí      |
| 915          |           | Monika nachází klid 1                      | Tomáš Tintěra       | 27. května 2008    | úterý        |
| 916          |           | Monika nachází klid 2                      | Tomáš Tintěra       | 27. května 2008    | úterý        |
| 917          |           | Hrihorij splácí dluh 1                     | Tomáš Tintěra       | 28. května 2008    | středa       |
| 918          |           | Hrihorij splácí dluh 2                     | Tomáš Tintěra       | 28. května 2008    | středa       |
| 919          |           | Důsledky nehody 1                          | Tomáš Tintěra       | 29. května 2008    | čtvrtek      |
| 920          |           | Důsledky nehody 2                          | Tomáš Tintěra       | 29. května 2008    | čtvrtek      |
| 921          |           | Vítězství Hejlové 1                        | Tomáš Tintěra       | 30. května 2008    | pátek        |
| 922          |           | Vítězství Hejlové 2                        | Tomáš Tintěra       | 30. května 2008    | pátek        |
| 923          |           | Jitčina nevěra 1                           | Tomáš Tintěra       | 2. června 2008     | pondělí      |
| 924          |           | Jitčina nevěra 2                           | Tomáš Tintěra       | 2. června 2008     | pondělí      |
| 925          |           | Bezpečný úkryt 1                           | Tomáš Tintěra       | 3. června 2008     | úterý        |
| 926          |           | Bezpečný úkryt 2                           | Tomáš Tintěra       | 3. června 2008     | úterý        |
| 927          |           | Královo prohlédnutí 1                      | Tomáš Tintěra       | 4. června 2008     | středa       |
| 928          |           | Královo prohlédnutí 2                      | Tomáš Tintěra       | 4. června 2008     | středa       |
| 929          |           | Simona: proměna 1                          | Tomáš Tintěra       | 5. června 2008     | čtvrtek      |
| 930          |           | Simona: proměna 2                          | Tomáš Tintěra       | 5. června 2008     | čtvrtek      |
| 931          |           | Oldovo záchranné lano 1                    | Tomáš Tintěra       | 6. června 2008     | pátek        |
| 932          |           | Oldovo záchranné lano 2                    | Tomáš Tintěra       | 6. června 2008     | pátek        |
| 933          |           | Tereza: návrat z nemocnice 1               | Kryštof Hanzlík     | 9. června 2008     | pondělí      |
| 934          |           | Tereza: návrat z nemocnice 2               | Kryštof Hanzlík     | 9. června 2008     | pondělí      |
| 935          |           | Konec vyšetřování 1                        | Kryštof Hanzlík     | 10. června 2008    | úterý        |
| 936          |           | Konec vyšetřování 2                        | Kryštof Hanzlík     | 10. června 2008    | úterý        |
| 937          |           | Velká svatba u Nyklů 1                     | Kryštof Hanzlík     | 11. června 2008    | středa       |
| 938          |           | Velká svatba u Nyklů 2                     | Kryštof Hanzlík     | 11. června 2008    | středa       |
| 939          |           | Tomáš a Hanka plánují prázdniny 1          | Kryštof Hanzlík     | 12. června 2008    | čtvrtek      |
| 940          |           | Tomáš a Hanka plánují prázdniny 2          | Kryštof Hanzlík     | 12. června 2008    | čtvrtek      |
| 941          |           | Odhalená nevěra 1                          | Kryštof Hanzlík     | 13. června 2008    | pátek        |
| 942          |           | Odhalená nevěra 2                          | Kryštof Hanzlík     | 13. června 2008    | pátek        |
| 943          |           | Saša a Kamil 1                             | Kryštof Hanzlík     | 16. června 2008    | pondělí      |
| 944          |           | Saša a Kamil 2                             | Kryštof Hanzlík     | 16. června 2008    | pondělí      |
| 945          |           | Liška vychovatelem 1                       | Kryštof Hanzlík     | 17. června 2008    | úterý        |
| 946          |           | Liška vychovatelem 2                       | Kryštof Hanzlík     | 17. června 2008    | úterý        |
| 947          |           | Ingrid: příjezd matky 1                    | Kryštof Hanzlík     | 18. června 2008    | středa       |
| 948          |           | Ingrid: příjezd matky 2                    | Kryštof Hanzlík     | 18. června 2008    | středa       |
| 949          |           | Peškovo rozmarné léto 1                    | Kryštof Hanzlík     | 19. června 2008    | čtvrtek      |
| 950          |           | Peškovo rozmarné léto 2                    | Kryštof Hanzlík     | 19. června 2008    | čtvrtek      |
| 951          |           | Králova smrt 1                             | Kryštof Hanzlík     | 20. června 2008    | pátek        |
| 952          |           | Králova smrt 2                             | Kryštof Hanzlík     | 20. června 2008    | pátek        |
| 953          |           | Monika: záchranná akce 1                   | Boro Radojčič       | 23. června 2008    | pondělí      |
| 954          |           | Monika: záchranná akce 2                   | Boro Radojčič       | 23. června 2008    | pondělí      |
| 955          |           | Ingrid se smiřuje s otcem 1                | Boro Radojčič       | 24. června 2008    | úterý        |
| 956          |           | Ingrid se smiřuje s otcem 2                | Boro Radojčič       | 24. června 2008    | úterý        |
| 957          |           | Jitka odchází 1                            | Boro Radojčič       | 25. června 2008    | středa       |
| 958          |           | Jitka odchází 2                            | Boro Radojčič       | 25. června 2008    | středa       |
| 959          |           | Králův pohřeb 1                            | Boro Radojčič       | 26. června 2008    | čtvrtek      |
| 960          |           | Králův pohřeb 2                            | Kryštof Hanzlík     | 26. června 2008    | čtvrtek      |